# Hors de combat
Hors de combat je (francouzsky doslova „mimo boj“) pojem mezinárodního práva a diplomacie označující vojáky nadále neschopné boje. Například sestřelený pilot, zranění či nemocní vojáci. Osoby hors de combat mají garantovánu zvláštní ochranu podle válečného práva. 